# Capricho italiano
El Capricho italiano, op. 45 (también conocido como Capriccio italien)es una obra orquestal de Piotr Ilich Chaikovski. Fue escrito a principios de 1880 y finalizado en Moscú el 28 de diciembre de ese mismo año.

## Origen
Chaikovski había pasado varias semanas de vacaciones en Italia entre 1879 y 1880, visitando los más bellos lugares de la península. Visitó Florencia, Roma, Nápoles y Venecia escogiendo algo de cada uno de estos lugares.
Escribió en aquellos días a su amiga Nadezhda von Meck lo encantado que quedó con aquellos lugares donde no había ni lluvia ni nieve, estando en lugares nunca soñados: la música, bailes, fiestas y todo rodeado por un hermoso paisaje siempre iluminado por el sol. Esta hermosa página describe la música, la emoción, la calidez de la gente, las vacaciones de Navidad. 
En esta brillante composición, con una duración de quince minutos, son varios los temas populares del folclore italiano expuestos en una pieza brillante. Es el homenaje que Chaikovski quería hacer a un país en el que fue recibido con alegría y cariño.
Chaikovski, en una carta a su benefactora, Nadezhda von Meck, indicó el carácter del capricho:

Gracias a los encantadores temas, algunos de los cuales he tomado de colecciones folklóricas, mientras que otros los he escuchado en las calles, esta obra va a ser muy efectiva.

## Discografía
- Leonard Bernstein, New York Philharmonic, CBS 135320.
- Leonard Bernstein, Israel Philharmonic Orchestra, 1985, Deutsche Grammophon 415 379-2
- Mario Rossi, Orchestra dell'Opera Popolare di Vienna, Amadeo AVRS 1020.
- Fritz Leitner, Berliner Philharmoniker, DGG LPEM 19192.
- Wilhelm Schuchter, Orchestra Filarmonica della Radio Tedesca, La voce del padrone, QIM 6361, 1937.
- Eduard von Remoortel, Orchestra dell'Opera Popolare di Vienna, Vox 11210.
- Alexander Gibson, New Symphony Orchestra of London, RCA GL 32547.
- Leopold Stokowskij, Orchestra Sinfonica di Filadelfia, AW 201/2 La voce del Padrone, 1938.
- Oscar Danon, New Symphony Orchestra, RCA GL 32547.